# Three Girls Revitalizing Asia
Three Girls Revitalizing Asia (en japonés: 興亜三人娘, romanizado: Koa sannin musume, tdl. ‘Tres muchachas revitalizando Asia’), conocida simplemente como Three Girls, fue un girl group transnacional que estuvo activo brevemente en la década de 1940. El trío fue parte de los esfuerzos de propaganda cultural de Japón durante la Segunda Guerra Mundial, destinados a promover la Esfera de Coprosperidad de la Gran Asia Oriental, un concepto que buscaba crear un bloque de naciones asiáticas gobernadas por Japón, aparentemente libre del imperialismo occidental debido a que eran controlado por el imperio colonial japonés.

## Carrera
El grupo lanzó su primer sencillo, «Koa sannin musume» (興亜三人娘?  «Tres muchachas revitalizando Asia»), en diciembre de 1940, bajo el sello Nippon Columbia. La canción es una canción de amistad entre Japón, Manchuria y China, cantada por las tres chicas en llave mayor. La letra de la canción describe cada cultura como su flor nacional: el crisantemo para Japón, la orquídea para Manchuria y la flor del ciruelo para China. La canción del lado B fue «Kokoro ni saku hana» (心に咲く花?  «Flores floreciendo en mi corazón»), un ryūkōka cantado por Ri Kōran, también sobre las tres chicas. En la portada del álbum, cada muchacha aparece vistiendo su respectivo traje nacional mientras sostiene flores y sonríe. Un poco más abajo, en la portada, hay un piloto imperial japonés.
El grupo se disolvió en 1941, poco después de lanzar una versión regrabada del sencillo. Una de las integrantes del grupo, Ri Kōran, tuvo una exitosa carrera como actriz, periodista y política. A pesar de su corta duración, al grupo se le atribuye la invención de la «estrategia de marketing en la que cada miembro asume una 'posición oficial' única en el grupo», que todavía utilizan muchos girl groups y  grupos de idols en la actualidad.

## Miembros
El grupo estaba formado por tres jóvenes cantantes, cada una de los cuales representaba una identidad nacional dentro de la Esfera de Coprosperidad de la Gran Asia Oriental:
- Bai Guang (representando a China)
- Saiko Okuyama (representando a Japón)
- Ri Kōran (en representación de Manchukuo)

Ri Kōran era étnicamente japonesa, pero nació en lo que luego sería Manchukuo y fue seleccionada para el grupo en parte por su apariencia étnicamente ambigua.